# Campylium
Campylium es un género de briófitos hepáticas perteneciente a la familia Amblystegiaceae. Comprende 62 especies descritas y de estas, solo 24 aceptadas:

## Descripción
Son plantas delicadas a vigorosas de este género que crecen con tallos irregularmente ramificados de color verde amarillo co0mo césped dorado. La menor densidad se pega a las hojas curvadas a menudo se estrechan bruscamente desde una base amplia y tirado en un punto de tiempo. El margen de la hoja es lisa o dentada y plano inclinado ligeramente hacia arriba. Un nervio central es que falta o corta y doble, rara vez simple y más. Las células de las hojas son linealmente vermiforme, en las láminas de las hojas a menudo claramente demarcadas redondeado cuadrados. El fruto en forma de cápsula cilíndrica curvado elíptico que tiene un doble peristoma. La tapa de la cápsula es cónica.

## Taxonomía
El género fue descrito por (Sull.) Mitt. y publicado en Journal of the Linnean Society, Botany 12: 631. 1869.

## Especies aceptadas
A continuación se brinda un listado de las especies del género Campylium aceptadas hasta junio de 2013, ordenadas alfabéticamente. Para cada una se indica el nombre binomial seguido del autor, abreviado según las convenciones y usos.
- Campylium byssirameum (Müll. Hal. & Kindb.) Paris
- Campylium campylophylloides (Ando & N. Nishim.) N. Nishim.
- Campylium chrysophyllum (Brid.) Lange
- Campylium elodes (Lindb.) Kindb.
- Campylium fitz-geraldii (Renauld) Kindb.
- Campylium halleri (Sw. ex Hedw.) Lindb.
- Campylium hispidulum (Brid.) Mitt.
- Campylium husnotii (Schimp.) Broth.
- Campylium insubricum (Farneti) Dixon
- Campylium longicuspis (Lindb. & Arnell) Hedenas
- Campylium polygamum (Schimp.) C.E.O. Jensen
- Campylium polymorphum (Hedw.) Pilous
- Campylium pseudochrysophyllum (Warnst.) Reimers
- Campylium pseudocomplexum (Kindb.) Broth.
- Campylium radicale (P. Beauv.) Grout
- Campylium riparium (Hedw.) Loeske
- Campylium rufo-chryseum (Schimp. ex Besch.) Broth.
- Campylium serratifolium (Cardot) Herzog & Nog.
- Campylium sommerfeltii (Myrin) Lange
- Campylium squarrosulum (Besch.) Kanda
- Campylium stellatum (Hedw.) C.E.O. Jensen
- Campylium subdecursivulum (Kindb.) Kindb.
- Campylium tenerum (Broth.) N. Nishim.
- Campylium zemliae (C.E.O. Jensen) C.E.O. Jensen